# Adolf Bestelmeyer
Adolf Christoph Wilhelm Bestelmeyer (Nuremberg, 21 de dezembro de 1875 — Heidelberg, 21 de novembro de 1957) foi um físico experimental alemão.

## Vida e obra
Bestelmeyer estudou matemática e física na Universidade Técnica de Berlim, Universidade Técnica de Munique e Universidade de Munique. Após o doutorado foi assistente na Universidade de Göttingen, em 1904. Na Primeira Guerra Mundial trabalhou intensamente na pesquisa de torpedos, sendo depois professor de física na Universidade de Greifswald, de 1917 a 1921. Trabalhou depois até o final da Segunda Guerra Mundial como chefe de laboratório em várias companhias (por exemplo Askania), especialmente na área de construção de torpedos.

Em 1906 Bestelmeyer foi o primeiro a questionar a precisão das medições de Walter Kaufmann sobre a massa eletromagnética dedpendente da velocidade. Portanto, Bestelmeyer foi o primeiro a usar um filtro de velocidade em seus próprios experimentos sobre raios catódicos, e seu método foi usado posteriormente por Alfred Bucherer. Enquanto Bucherer considerou os resultados de seus experimentos como uma confirmação da relatividade restrita, seus métodos foram criticados por Bestelmeyer, surgindo uma disputa polêmica entre os dois investigadores. Transcorreram anos até que aqueles problemas pudessem ser resolvidos, e os resultados de experimentos adicionais confirmaram as predições da relatividade restrita.
Bestelmeyer também é conhecido por desenvolver um detonador magnético para torpedos em 1917, pelo qual foi condecorado com a Cruz de Ferro de primeira classe (embora não houvesse mais tempo de testar o dispositivo durante a guerra).